# Kolontár
Kolontár es un pueblo ("község") en el condado de Veszprém, en Hungría. Se encuentra en los montes Bakony y tiene una población de unos 800 habitantes, según el censo de 2009.

## Vertido tóxico
El 4 de octubre de 2010, Hungría declaró el estado de emergencia tras un escape de lodo tóxico procedente de una fábrica de aluminio muy cercana a Kolontár que mató al menos a siete personas, hirió a otras 120 e inundó 400 casas en las localidades de Kolontár, Ajka y Devecser. Se estima que el vertido descargó entre 600.000 y 700.000 metros cúbicos de lodo (el volumen equivalente al de 440 piscinas olímpicas), contaminando un área de unos 40 kilómetros cuadrados.